# 麟游郡
麟游郡，中国隋朝时设置的郡。
义宁二年（618年），改凤栖郡置，治所在麟游县（今陕西省麟游县西）。唐朝武德元年（618年）改为麟州。领上宜县、麟游县和普闰县。